# From Wishes to Eternity
From Wishes to Eternity – Live je živé DVD/VHS/CD symphonic power metalové skupiny Nightwish. Bylo natočeno ve Finském Tampere, 29. prosince 2000. CD bylo vydáno jako limitovaná edice v nákladu 10 000 kopií, dostupných pouze ve Finsku. V roce 2005, bylo vydáno i v Evropě. Pro zpestření koncertu, zahráli také směsici, "Crimson Tide, Deep Blue Sea", ve kterých zazněly melodie i od jiných umělců, včetně hudby Hanse Zimmera z filmu z roku 1995 Crimson Tide.

## Seznam skladeb
1. "The Kinslayer"
2. "She Is My Sin"
3. "Deep Silent Complete"
4. "The Pharaoh Sails to Orion" (feat. Tapio Wilska)
5. "Come Cover Me"
6. "Wanderlust"
7. "Instrumental (Crimson Tide/Deep Blue Sea)"
8. "Swanheart"
9. "Elvenpath"
10. "Fantasmic (Part 3)"
11. "Dead Boy's Poem"
12. "Sacrament of Wilderness"
13. "Walking in the Air"
14. "Beauty and the Beast" (feat. Tony Kakko)
15. "Wishmaster"

## Bonusový materiál
DVD také obsahuje:
Oficiální videa
- The Carpenter
- Sleeping Sun

Živá videa
- The Kinslayer
- Walking In The Air

"Vystřižené scény"
Interviews
- Tarja Turunen
- Tuomas Holopainen